# 弗蘿特菈
弗蘿特菈 （希臘語:Φιλωτέρα , 出生於前315年或前309年—歿於前282年至前268年間），她是托勒密一世的女兒，也是托勒密埃及的公主。
弗蘿特菈是托勒密一世和王妃貝勒尼基一世的女兒，是他們倆的孩子中排行第二。弗蘿特菈還有一個同父同母的姊姊阿爾西諾伊二世，以及一個弟弟托勒密二世，托勒密二世後來成為埃及國王。除此之外，弗蘿特菈因為父母各自有著不同的前段婚姻，還有許多同母異父或同父異母的兄弟姊妹。
關於弗蘿特菈的生平留存很少，似乎一生未嫁，在托勒密二世登基後一段時間後去世。在一篇卡利馬科斯為阿爾西諾伊去世而寫的詩詞中提到弗蘿特菈早先仙去，顯示她比姊姊阿爾西諾伊二世還早去世。弗蘿特菈死後，托勒密二世不僅追封巴賽麗莎（Basilissa）的地位，還神化了她，並在亞歷山卓城中興建她的神廟，讓她與阿爾西諾伊與托勒密二世一同受到希臘人與埃及人膜拜。托勒密二世還把紅海的一個港口命名為弗羅特拉，以紀念她，這座港口即今日的塞法傑。

## 來源
- Chris Bennett,  Ptolemaic Genealogy: Philotera （页面存档备份，存于）